# 日本プロサッカー選手会
日本プロサッカー選手会（にほんプロサッカーせんしゅかい、英語：Japan Pro-Footballers Association、略称：JPFA）は、日本プロサッカーリーグ（Jリーグ）クラブに所属する日本人プロサッカー選手らを会員とする日本の一般社団法人並びに労働組合である。選手会の一つ。事務局はかつては日本サッカー協会ビルに所在したが、現在は東京都中央区の「八重洲長岡ビル」に移転している。現在の会長は吉田麻也。2010年10月31日以前は名称を「Jリーグ選手協会」としていた。

## 設立経緯・概要
Jリーグ所属選手（Jリーガー）によって選手の立場で活動し発言する組織の必要性を感じた川淵三郎Jリーグチェアマン（当時）の呼びかけにより、加藤久が発起人となり、1994年に設立準備を始める。1996年4月、会長には柱谷哲二、副会長に都並敏史、井原正巳、顧問に信藤健仁を据え、16支部468名の会員によって「Jリーグ選手協会」として設立された。
2010年11月1日、組織名を現在の「日本プロサッカー選手会」に改める。これに合わせて、それまで規約上「Jリーグのクラブに所属する日本国籍選手」としていた加入要件を「日本国内のサッカークラブに所属するプロサッカー選手（一部の外国人選手を含む）と海外のサッカークラブに所属する日本人プロサッカー選手」と改めている。
2011年2月28日の臨時総会で、賛成多数により、労働組合設立を決議をする。その後、同年9月16日付で東京都労働委員会より労働組合としての認可を受けたと発表した。
主な活動としては、選手の福利厚生環境を（公財）日本プロサッカーリーグとの対話により充実させることや、戦力外選手に対するJリーグ合同トライアウトの実施などを行なっている。Jリーグ全クラブに支部を置くほか、日本女子プロサッカーリーグ（WEリーグ）所属選手を対象とした「女子支部」を置いている。

## 理念
- サッカー文化の普及と振興を目指す
- 社会に貢献する活動を行う
- プロサッカー選手を取り巻く環境の改善に取り組む
- 国内外のサッカー関係団体との交流
- ファンサービスの周知徹底

## 歴代会長
| 代    | 任期                    | 選手名   | 在任中の所属クラブ                                 |
| ----- | ----------------------- | -------- | -------------------------------------------------- |
| 初代  | 1996年04月 - 1999年06月 | 柱谷哲二 | ヴェルディ川崎                                     |
| 2代目 | 1999年06月 - 2001年11月 | 井原正巳 | 横浜F・マリノス→ジュビロ磐田→浦和レッズ            |
| 3代目 | 2001年11月 - 2007年06月 | 中山雅史 | ジュビロ磐田                                       |
| 4代目 | 2007年06月 - 2012年06月 | 藤田俊哉 | 名古屋グランパス→ロアッソ熊本→ジェフ千葉→所属なし  |
| 5代目 | 2012年06月 - 2016年06月 | 佐藤寿人 | サンフレッチェ広島                                 |
| 6代目 | 2016年06月 - 2022年06月 | 高橋秀人 | FC東京→ヴィッセル神戸→サガン鳥栖→横浜FC            |
| 7代目 | 2022年06月 - 現在       | 吉田麻也 | サンプドリア→シャルケ04→ロサンゼルス・ギャラクシー |

## 沿革
- 1994年1月　設立準備を始める。
- 1994年12月20日 設立準備会第1回代表者会議を開催
- 1996年4月1日 Jリーグ選手協会設立。
- 2000年 国際プロサッカー選手会（FIFPro）に加盟。
- 2006年4月 有限責任中間法人として法人格を取得。
- 2009年6月1日 一般社団法人Jリーグ選手協会へ改組。
- 2010年11月1日 「日本プロサッカー選手会」へ名称変更
- 2011年9月16日 東京都労働委員会から労働組合として認められる。
- 2011年12月23日 東日本大震災復興支援チャリティーマッチ「クリスマス・チャリティーサッカー2011」をユアテックスタジアム仙台で開催（以降、2014年まで毎年12月下旬に開催）。
- 2012年5月10日 日本サッカー協会及び日本プロサッカーリーグとの労使協議会発足に合意[4]。
- 2016年5月 熊本地震復興支援活動として、日本プロ野球選手会と共同でチャリティーオークションを開催。

## 現在の役員
所属クラブは2024年11月11日現在。
| 会長 （一般社団法人としては代表理事を兼任） | 吉田麻也 (ロサンゼルスギャラクシー) |
| 副会長                                      | 山田大記（磐田）、権田修一（清水）、戸嶋祥郎（柏）、谷口彰悟（シント＝トロイデン）、早川史哉（新潟）、有吉佐織（新潟L）、日髙慶太（FC大阪）、山田晃士（FC大阪）、浅川隼人（松本）、松本泰介（早稲田大教授、弁護士） |
| 監事 （労組としては会計）                   | 遠藤航（リヴァプール）、平尾知佳（新潟L）、國井隆（非選手、公認会計士） |
| 事務局長                                    | 高野純一 |

## JPFAアワード
JPFAアワード（Japan Pro-Footballers Association awards）は、2022年シーズンから創設された賞で、シーズンを通して活躍したJPFA所属選手を互選（選手間投票）により選出するものである。
男子の選考は「JFPA」（海外クラブ在籍選手を含むJFPA男子会員全員が対象）「J1」「J2」「J3」の4つのカテゴリーに分けられ、それぞれカテゴリーごとに最優秀選手とベストイレブンを選出し表彰する。選者、受賞対象者ともに出場試合数、クラブ所属日数等は問わない。正賞はいずれもトロフィー。2023年からは全試合にフル出場した選手を表彰する「鉄人賞」を新設。
女子の表彰は2023-24シーズンより新設され、選考はJPFA女子会員全員が対象となり、選者に出場試合数、クラブ所属日数等は問わない。受賞対象者は、当該シーズンにWEリーグにおいて出場試合数が50％以上（11試合以上）あるJPFA女子会員選手およびJPFA海外支部所属の女子選手全員とする。正賞はMVPがトロフィーと賞金10万円、ベストイレブンがトロフィーと賞金1万円。

### 受賞者

#### JPFA

##### 男子
| 年度 | 年度 | GK                                        | DF                                                                    | MF                                                                                      | FW                                                                                              |
| ---- | ---- | ----------------------------------------- | --------------------------------------------------------------------- | --------------------------------------------------------------------------------------- | ----------------------------------------------------------------------------------------------- |
| 2022 | 2022 | シュミット・ダニエル (シント＝トロイデン) | 板倉滉 (ボルシアMG) 遠藤航 (シュトゥットガルト) 冨安健洋 (アーセナル) | 鎌田大地 (フランクフルト) 久保建英 (ソシエダ) 堂安律 (フライブルク) 三笘薫 (ブライトン) | 浅野拓磨 (ボーフム) 伊東純也 (ランス) 古橋亨梧 (セルティック)                                   |
| 2023 | 2023 | 鈴木彩艶 (シント＝トロイデン)             | 板倉滉 (ボルシアMG) 遠藤航 (リヴァプール) 冨安健洋 (アーセナル)       | 伊藤涼太郎 (シント＝トロイデン) 久保建英 (ソシエダ) 三笘薫 (ブライトン)                 | 伊東純也 (ランス) 上田綺世 (フェイエノールト) 大迫勇也 (ヴィッセル神戸) 古橋亨梧 (セルティック) |
| 2024 | 2024 | 鈴木彩艶 (パルマ)                         | 板倉滉 (ボルシアMG) 菅原由勢 (サウサンプトン) 冨安健洋 (アーセナル)   | 伊東純也 (ランス) 遠藤航 (リヴァプール) 久保建英 (ソシエダ) 三笘薫 (ブライトン)         | 上田綺世 (フェイエノールト) 中村敬斗 (ランス) 古橋亨梧 (セルティック)                           |

##### 女子
| 年度    | GK                                   | DF                                                              | MF                                                                                       | FW |
| ------- | ------------------------------------ | --------------------------------------------------------------- | ---------------------------------------------------------------------------------------- | --- |
| 2023-24 | 山下杏也加 (I神戸）                  | 石川璃音 (浦和L） 清水梨紗 (ウェストハム） 南萌華 (ローマ）     | 谷川萌々子 (ローゼンゴード） 長野風花 (リヴァプール） 長谷川唯 (マンチェスター・シティ） | 植木理子 (ウェストハム） 清家貴子 (浦和L） 田中美南 (I神戸） 藤野あおば (NB東京）                                 |
| 2024-25 | 山下杏也加 (マンチェスター・シティ） | 石川璃音 (浦和L） 古賀塔子 (フェイエノールト） 南萌華 (ローマ） | 谷川萌々子 (バイエルン） 長野風花 (リヴァプール） 長谷川唯 (マンチェスター・シティ）     | 清家貴子 (ブライトン） 田中美南 (ユタ・ロイヤルズ） 浜野まいか (チェルシー） 藤野あおば (マンチェスター・シティ） |

#### J1
| 年度 | GK                | DF                                                 | MF                                                | FW                                                              |
| ---- | ----------------- | -------------------------------------------------- | ------------------------------------------------- | --------------------------------------------------------------- |
| 2022 | 高丘陽平 (横浜FM) | 谷口彰悟 (川崎) 山根視来 (川崎) 岩田智輝 (横浜FM)  | 家長昭博 (川崎) 脇坂泰斗 (川崎) 水沼宏太 (横浜FM) | 満田誠 (広島) 町野修斗 (湘南) 西村拓真 (横浜FM) 上田綺世 (鹿島) |
| 2023 | 西川周作 (浦和)   | 藤井陽也 (名古屋) 毎熊晟矢 (C大阪) 酒井高徳 (神戸) | 佐野海舟 (鹿島) 脇坂泰斗 (川崎) 山口蛍 (神戸)     | 細谷真大 (柏) 大迫勇也 (神戸) 武藤嘉紀 (神戸) 山岸祐也 (福岡)   |
| 2024 | 大迫敬介 (広島)   | 中谷進之介 (G大阪) 山川哲史 (神戸) 佐々木翔 (広島) | 扇原貴宏 (神戸) 井手口陽介 (神戸) 東俊希 (広島)   | 鈴木優磨 (鹿島) 山田新 (川崎) 大迫勇也 (神戸) 武藤嘉紀 (神戸)   |

#### J2
| 年度 | GK              | DF                                                                          | MF                                                  | FW                                                                             |
| ---- | --------------- | --------------------------------------------------------------------------- | --------------------------------------------------- | ------------------------------------------------------------------------------ |
| 2022 | 小島亨介 (新潟) | 半田陸 (山形) 堀米悠斗 (新潟) 舞行龍ジェームズ (新潟)                       | 長谷川竜也 (横浜C) 伊藤涼太郎 新潟) 河原創 (熊本)   | 髙橋利樹 (熊本) 小川航基 (横浜C) ディサロ燦シルヴァーノ (山形) 中山仁斗 (仙台) |
| 2023 | 権田修一 (清水) | 鈴木大輔 (千葉) 宮原和也 (東京V) 鈴木義宜 (清水)                            | 田口泰士 (千葉) 森田晃樹 (東京V) 乾貴士 (清水)      | 小森飛絢 (千葉) 藤尾翔太 (町田) ジャーメイン良 (磐田) 渡邉りょう (藤枝)        |
| 2024 | 後藤雅明 (山形) | ンドカ・ボニフェイス (横浜C) 福森晃斗 (横浜C) 住吉ジェラニレショーン (清水) | イサカ・ゼイン (山形) 乾貴士 (清水) 岩渕弘人 (岡山) | 中島元彦 (仙台) 谷村海那 (いわき) 小森飛絢 (千葉) 北川航也 (清水)              |

#### J3
| 年度 | GK              | DF                                                                | MF                                                  | FW                                                                  |
| ---- | --------------- | ----------------------------------------------------------------- | --------------------------------------------------- | ------------------------------------------------------------------- |
| 2022 | 内山圭 (藤枝)   | 家泉怜依 (いわき) 林堂眞 (富山) 安藤智哉 (今治) 広瀬健太 (鹿児島) | 嵯峨理久 (いわき) 日高大 (いわき) 山下優人 (いわき) | 有田稜 (いわき) 有田光希 (鹿児島) 米澤令衣 (鹿児島)                 |
| 2023 | 辻周吾 (愛媛)   | 小川大空 (愛媛) 森下怜哉 (愛媛) 岡本將成 (鹿児島)                 | 菊井悠介 (松本) 谷本駿介 (愛媛) 茂木駿佑 (愛媛)     | 小松蓮 (松本) ブラウンノア賢信 (沼津) 松田力 (愛媛) 端戸仁 (鹿児島) |
| 2024 | 笠原昂史 (大宮) | 市原吏音 (大宮) 浦上仁騎 (大宮) 市原亮太 (今治)                   | 大関友翔 (福島) 小島幹敏 (大宮) 泉柊椰 (大宮)       | 塩浜遼 (福島) 杉本健勇 (大宮) 藤岡浩介 (岐阜) 永井龍 (北九州)       |

- 太字は最優秀選手賞受賞者。
- 括弧内は当時プレーしていたチーム。

#### 鉄人賞
| 年度 | J1                                                                                          | J2                                               | J3                                                |
| ---- | ------------------------------------------------------------------------------------------- | ------------------------------------------------ | ------------------------------------------------- |
| 2023 | 早川友基 (鹿島) 植田直通 (鹿島) 西川周作 (浦和) 前川黛也 (神戸) 朴一圭 (鳥栖) 河原創 (鳥栖) | 櫛引政敏 (群馬) 権田修一 (清水) 波多野豪 (長崎)  | 丹野研太 (盛岡) 常田克人 (松本) 永井建成 (F大阪)  |
| 2024 | 早川友基 (鹿島) 一森純 (G大阪) 中谷進之介 (G大阪) 大迫敬介 (広島)                           | 後藤雅明 (山形) 市川暉記 (横浜C) 小川大空 (愛媛) | 笠原昂史 (大宮) 小島幹敏 (大宮) 三浦基瑛 (相模原) |